# Adrian Durrer
Adrian Durrer (Basilea, 13 luglio 2001) è un calciatore svizzero, centrocampista del Winterthur.

## Carriera

### Club
Durrer è cresciuto nel Basilea dove ha debuttato il 13 marzo 2021 nell'incontro di Super League vinto 4-1 contro il Lucerna, realizzando anche la sua prima rete.
Nel gennaio del 2022 è stato ceduto a titolo definitivo al Lugano, dove si è alternato fra prima e seconda squadra. Il 27 gennaio 2023 è stato prestato al Bellinzona in Challenge League. Dopo un breve ritorno al club bianconero, nel febbraio del 2024 è passato in prestito al Winterthur.

### Nazionale
Ha giocato nella nazionale svizzera Under-18.

## Statistiche

### Presenze e reti nei club
Statistiche aggiornate al 14 aprile 2024.
| Stagione        | Squadra         | Campionato      | Campionato | Campionato | Coppe nazionali | Coppe nazionali | Coppe nazionali | Coppe continentali | Coppe continentali | Coppe continentali | Altre coppe | Altre coppe | Altre coppe | Totale | Totale | Totale |
| Stagione        | Squadra         | Comp            | Pres       | Reti       | Comp            | Pres            | Reti            | Comp               | Pres               | Reti               | Comp        | Pres        | Reti        | Pres   | Reti   |        |
| --------------- | --------------- | --------------- | ---------- | ---------- | --------------- | --------------- | --------------- | ------------------ | ------------------ | ------------------ | ----------- | ----------- | ----------- | ------ | ------ | ------ |
| 2020-2021       | Basilea II      | PL              | 6          | 0          |                 | -               | -               |                    | -                  | -                  |             | -           | -           | 6      | 0      |        |
| 2021-gen. 2022  | Basilea II      | PL              | 9          | 1          |                 | -               | -               |                    | -                  | -                  |             | -           | -           | 9      | 1      |        |
| 2020-2021       | Basilea         | SL              | 1          | 1          | CS              | 0               | 0               |                    | -                  | -                  |             | -           | -           | 1      | 1      |        |
| 2021-gen. 2022  | Basilea         | SL              | 0          | 0          | CS              | 2               | 0               | UECL               | 1                  | 0                  |             | -           | -           | 3      | 0      |        |
| gen.-giu. 2022  | Lugano II       | 1L              | 4          | 0          |                 | -               | -               |                    | -                  | -                  |             | -           | -           | 4      | 0      |        |
| 2022-gen. 2023  | Lugano II       | 1L              | 1          | 1          |                 | -               | -               |                    | -                  | -                  |             | -           | -           | 1      | 1      |        |
| gen.-giu. 2022  | Lugano          | SL              | 11         | 0          | CS              | 2               | 0               |                    | -                  | -                  |             | -           | -           | 13     | 0      |        |
| 2022-gen. 2023  | Lugano          | SL              | 4          | 0          | CS              | 0               | 0               | UECL               | 1                  | 0                  |             | -           | -           | 5      | 0      |        |
| gen.-giu. 2023  | Bellinzona      | ChL             | 7          | 0          | CS              | 0               | 0               |                    | -                  | -                  |             | -           | -           | 7      | 0      |        |
| 2023-gen. 2024  | Lugano II       | PL              | 4          | 1          |                 | -               | -               |                    | -                  | -                  |             | -           | -           | 4      | 1      |        |
| 2023-gen. 2024  | Lugano          | SL              | 2          | 0          | CS              | 0               | 0               |                    | -                  | -                  |             | -           | -           | 2      | 0      |        |
| gen.-giu. 2024  | Winterthur      | SL              | 7          | 0          | CS              | 0               | 0               |                    | -                  | -                  |             | -           | -           | 7      | 0      |        |
| Totale carriera | Totale carriera | Totale carriera | 56         | 4          |                 | 4               | 0               |                    | 2                  | 0                  |             | -           | -           | 62     | 4      |        |